# Joseph Fesch
Joseph Fesch (3. ledna 1763, Ajaccio – 13. května 1839, Řím) byl francouzský kardinál, arcibiskup lyonský, nevlastní strýc Napoleona I.

## Život

### Původ
Joseph Fesch byl synem švýcarského armádního kapitána v janovských službách, který se roku 1757 oženil s vdovou Ramolinovou, babičkou Napoleona Bonaparte. Jejich syn Joseph byl tedy nevlastním bratrem Napoleonovy matky Letizie.

### Mládí
Studoval v Aix-en-Provence teologii, ale v době revoluce přešel do civilní sféry a věnoval se armádní administrativě. V roce 1796, při prvním italském tažení svého synovce Napoleona Bonaparte, jej Napoleon jmenoval armádním komisařem, ale této funkce se musel pro podezření z nezákonného obohacování vzdát. Vrátil se k duchovní službě a stal se děkanem v Bastii.

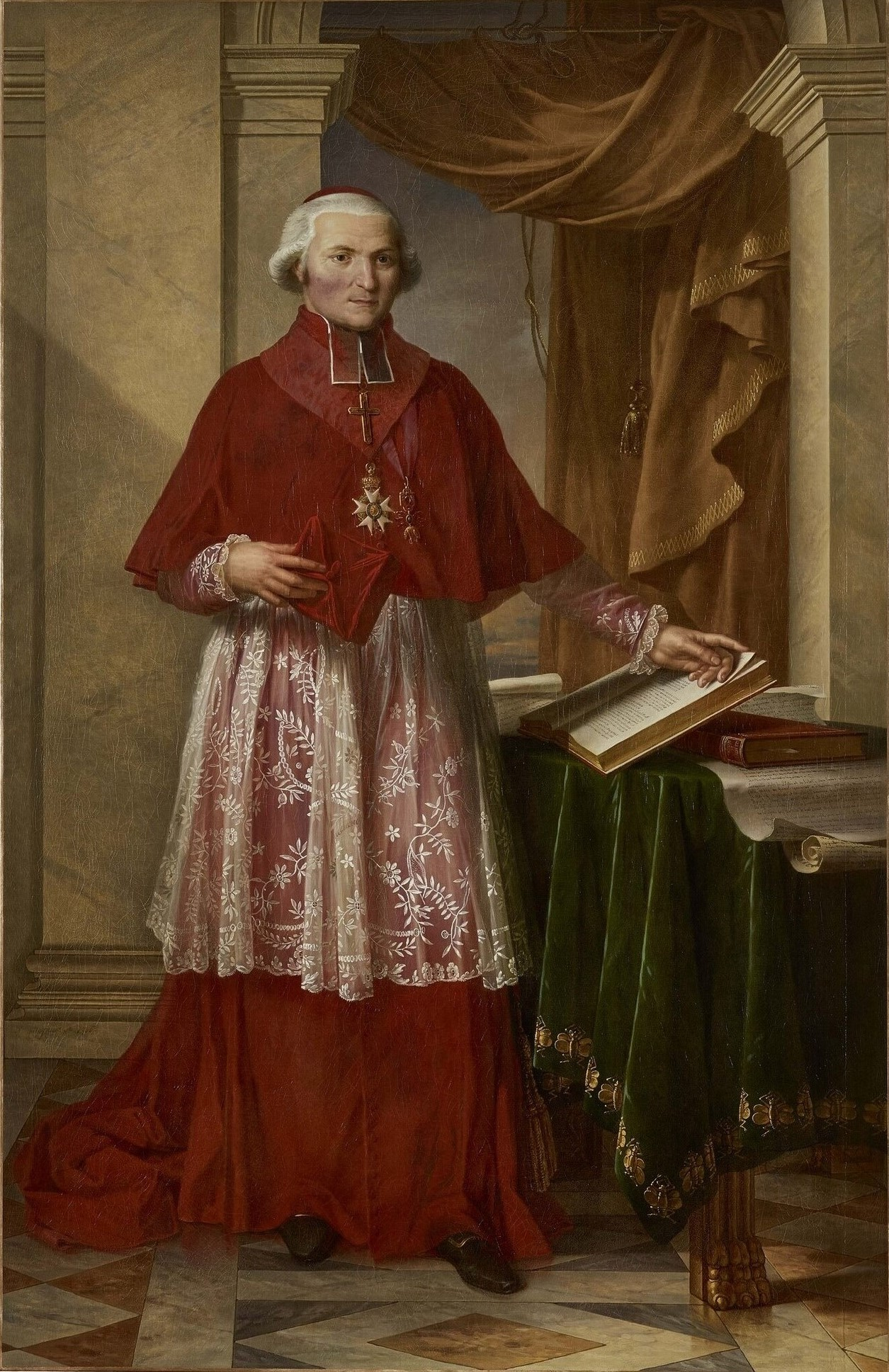
Joseph Fesch, 1806
strýc Napoleona Bonaparte

### Arcibiskup a kardinál
Roku 1802 byl jmenován arcibiskupem v Lyonu a roku 1803 kardinálem a francouzským vyslancem u papežského stolce. V roce 1804 doprovázel papeže Pia VII. ke korunovaci Napoleona do Paříže, kde v předvečer ceremoniálu celebroval církevní sňatek Napoleona a Josephiny de Beauharnais. V době císařství byl velkoalmužníkem říše, hrabětem a senátorem. V roce 1806 byl zvolen primasem francouzským. Předsedal koncilu francouzského duchovenstva v Paříži roku 1810 a veřejně se rozhodně zastal papeže v jeho sporu s Napoleonem, následkem čehož pak žil ve vnitřním exilu v Lyonu. Roku 1814 uprchl se svou sestrou Letizií do Říma. Po návratu Napoleona z Elby se krátce vrátil do Paříže a byl jmenován pairem. Po bitvě u Waterloo opět rychle emigroval do Říma; tam žil zcela v soukromí, soustavně studoval vědy a umění, obklopen jen svou proslulou sbírkou uměleckých děl. Požadavek francouzské vlády, aby se vzdal úřadu arcibiskupa lyonského, rozhodně odmítl, ale úřad de facto nevykonával. Část své světoznámé sbírky obrazů, která čítala více než 20 000 děl, odkázal městům Ajaccio a Lyon, zbytek byl po jeho smrti vydražen.

## Vyznamenání
- velkodůstojník Řádu čestné legie (14. června 1804)
- velký orel (velkokříž) Řádu čestné legie (2. února 1805)[1]
- rytíř Řádu zlaté ostruhy (10. srpna 1802) – udělil papež Pius VII.
- rytíř Řádu zlatého rouna (1805) – udělil španělský král Karel IV.